# Hatepinks
Hatepinks est un groupe de garage punk français, originaire de Marseille, dans les Bouches-du-Rhône. Le groupe compte quatre membres : Olivier Gasoil au chant, Rémi der Pinkbeat à la batterie, Hughes à la guitare et Nasser (Nass le Pink) à la basse.

## Historique
Hatepinks est formé en 2002 ou 2003 à Marseille, dans les Bouches-du-Rhône. Le groupe hésitait initialement à prendre le nom de Neurotic Swingers. Ils adoptent le nom de Hatepinks, car selon Olivier Gasoil, les membres détestent « les gens qui ont le cul rose ». La réputation du groupe se construit principalement sur scène, Hatepinks se faisant remarquer pour l'énergie dégagée lors de leurs prestations. En 2004, le groupe publie son premier album studio, Sehr gut rock und roll, chez Lollipop Records. Il est suivi la même année d'un deuxième album studio, intitulé Parasites Like Me, sur le label Unity Squad Records.
En 2005, le groupe signe avec le label TKO Records. Ce dernier publie de la oi! et de la new wave, permettant au groupe de « tout de suite [se sentir] en terrain connu. » Hatepinks y publie son troisième album studio, Plastic Bag Ambitions,. Il comprend des titres notables tels que I am Divorced et Fashion is Crime. Une dissolution du groupe est originellement prévue après la sortie d'un troisième album mais celle-ci arrive plus tôt que prévu, en 2005. Cependant, le groupe continue ses activités et publie un album au Japon : We Are the Fucks, Complete Recordings.
Un nouvel album, intitulé Tête malade (Sick in the Head dans sa version rééditée à l'international), est publié le 9 janvier 2007. Il est enregistré entre le 19 et le 20 août 2006 aux studios GMEM de Marseille, et comprend des éléments de garage punk (chanson-titre Tête malade), des sonorités de l'année 1977 (In the Front) et de rock and roll trashy et rockabilly (Sweep the Shit). Le groupe continue de tourner et de sortir des singles jusqu'au 13 juin 2009, date officielle de leur séparation lors d'un ultime spectacle à la Machine à Coudre à Marseille. 
Hughes et Nasser joueront plus tard dans Keith Richards Overdose, tandis que Olivier Gasoil rejoint les Irritones jusqu'à leur séparation en 2012 : il forme alors un nouveau groupe dénommé La Flingue.

## Style musical et influences
Les textes du groupe sont basés sur une traduction littérale du français à l'anglais (ou autre). Leurs morceaux, à l'origine très longues, deviennent très courts au fil du temps, et durent entre quelques dizaines de secondes et deux minutes. Hatepinks s'inspirent musicalement de groupes tels que The Ramones, The Dickies, 999, Swell Maps, et Sex Pistols.

## Membres
- Olivier Gasoil - chant (ex-chanteur du groupe Gazolheads)
- Rémi der Pinkbeat - batterie
- Hughes - guitare
- Nasser (Nass le Pink) - basse

## Discographie

### Albums studio
- 2004 : Sehr gut rock und roll (CD et vinyle, Lollipop Records)
- 2004 : Parasites Like Me (CD et vinyle, Unity Squad Records)
- 2005 : Plastic Bag Ambitions (Lollipop Records/TKO)
- 2006 : We Are the Fucks, Complete Recordings (Rebell Yell Records, uniquement disponible au Japon)
- 2007 : Tête Malade/Sick in the head (CD et vinyle, 7 titres)
- 2008 : Basement Tapettes (cassette, Crapoulet Records, No Glory Records (16 titres))
- 2009 : Police Sandwich (vinyle, Crapoulet Records, No Glory Records, Under Siege Records (35 titres))

### Albums live
- 2009 : Live at stork Club - San Francisco (vinyle, Crapoulet Records, No Glory Records, Under Siege Records (20 titres))

### Démo
- 2003 : S/T (autoproduit)

### EP
- 2007 : Auto-ejected ! (vinyle, Relax-o-Matic Records)
- 2008 : Sick Cake (vinyle, Ptrash)

### Singles
- 2003 : The Distraction / The Hatepinks (vinyle)
- 2005 : The Shakin' Nasties / The Hatepinks (vinyle)
- 2005 : Play the Songs from the Plastic Congelators (vinyle)
- 2006 : Chinese Lungs / The Hatepinks (vinyle)
- 2006 : IKEA Kitchen (... is like a gas chamber)  (vinyle)
- 2006 : Neurotic Swingers / The Hatepinks / Motras / The Shoemakers (vinyle)
- 2006 : French Cops Dressing Manual (vinyle)
- 2006 : German Skinheads Dressing Manual (vinyle)
- 2007 : Hate ! - Oupupo Songs (vinyle)
- 2008 : Kindergarten Revolution Oupupo Songs 2 (vinyle)
- 2009 : Rocket to USA (disquettes, Crapoulet Records / No Glory Records)